# Аннетта-Саут (Техас)
Аннетта-Саут (англ. Annetta South) — місто (англ. town) в США, в окрузі Паркер штату Техас. Населення — 621 особа (2020).

## Географія
Аннетта-Саут розташована за координатами 32°40′22″ пн. ш. 97°37′0″ зх. д. / 32.67278° пн. ш. 97.61667° зх. д. (32.672743, -97.616648).  За даними Бюро перепису населення США в 2010 році місто мало площу 5,01 км², з яких 4,95 км² — суходіл та 0,06 км² — водойми.

## Демографія
Згідно з переписом 2010 року, у місті мешкало 526 осіб у 195 домогосподарствах у складі 161 родини. Густота населення становила 105 осіб/км².  Було 209 помешкань (42/км²).
Расовий склад населення:
| - 97,1 % — білих - 1,5 % — чорних або афроамериканців - 0,2 % — корінних американців - 0,2 % — азіатів |

До двох чи більше рас належало 1,0 %. Частка іспаномовних становила 3,0 % від усіх жителів.
За віковим діапазоном населення розподілялося таким чином: 22,8 % — особи молодші 18 років, 63,1 % — особи у віці 18—64 років, 14,1 % — особи у віці 65 років та старші. Медіана віку мешканця становила 46,8 року. На 100 осіб жіночої статі у місті припадало 98,5 чоловіків;  на 100 жінок у віці від 18 років та старших — 93,3 чоловіків також старших 18 років.
Середній дохід на одне домашнє господарство  становив 141 572 долари США (медіана — 112 917), а середній дохід на одну сім'ю — 157 426 доларів (медіана — 128 750). За межею бідності перебувало 6,0 % осіб, у тому числі 4,6 % дітей у віці до 18 років та 9,2 % осіб у віці 65 років та старших.
Цивільне працевлаштоване населення становило 286 осіб. Основні галузі зайнятості: освіта, охорона здоров'я та соціальна допомога — 21,3 %, науковці, спеціалісти, менеджери — 13,6 %, сільське господарство, лісництво, риболовля — 11,2 %.